# Kenta (Vorname)
Kenta ist ein männlicher Vorname.

## Herkunft und Bedeutung
Kenta ist japanischen Ursprungs und setzt sich aus den beiden Kanji-Zeichen für „Gesundheit“, „gesund“ sowie „großartig“ und „groß“ zusammen.

## Bekannte Namensträger
- Kenta Hasegawa (* 1965), japanischer Fußballspieler und -trainer
- Kenta Kobayashi (* 1981), japanischer Wrestler, siehe Kenta
- Kenta Matsuyama (* 1998), japanischer Fußballspieler
- Kenta Nishimoto (* 1994), japanischer Badmintonspieler